# Erdschatten

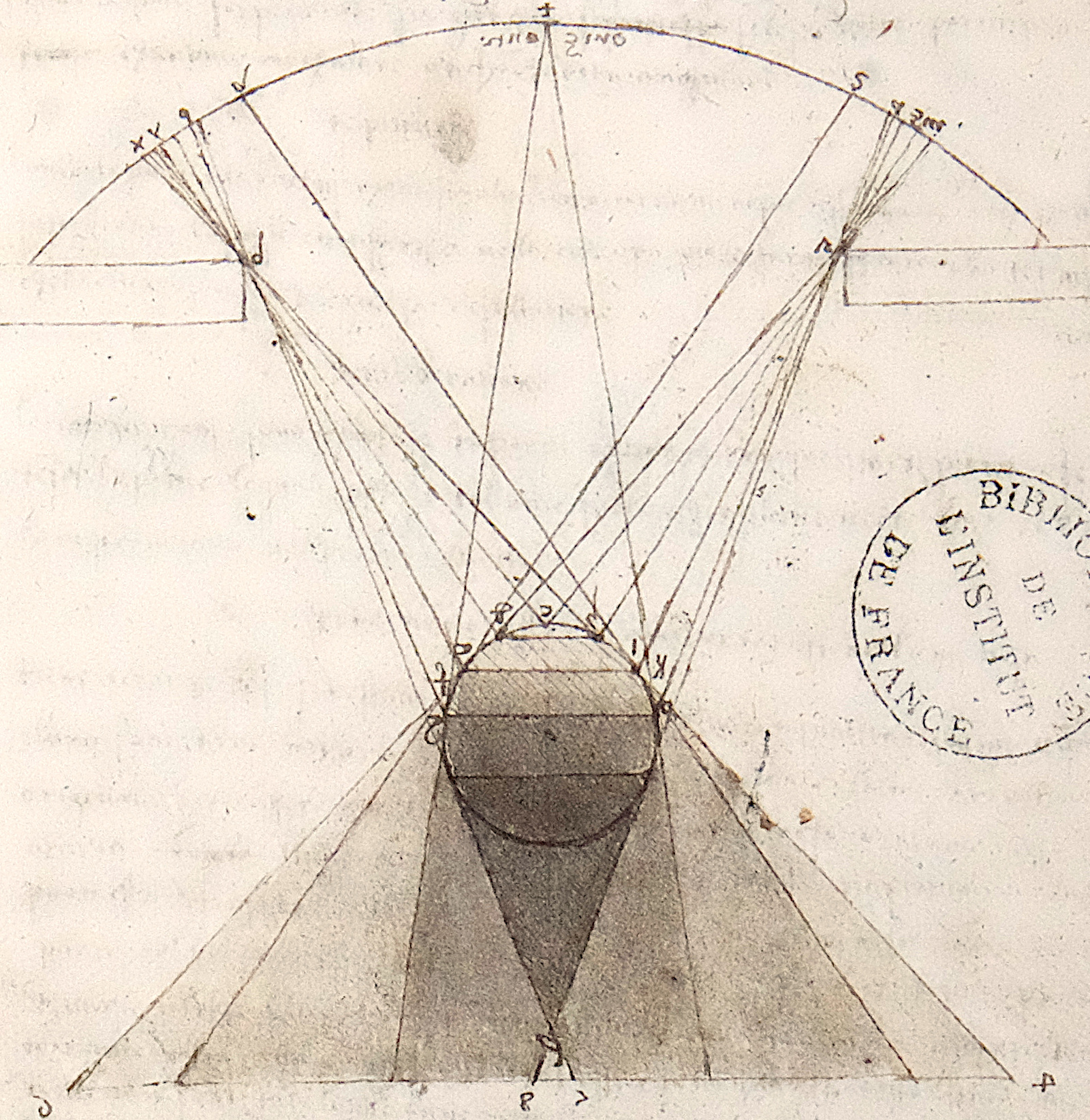
Die Studie von Leonardo da Vinci über Schatten auf einer Kugel verdeutlicht das Prinzip des Schattenkegels der Erde, der in den Weltraum hinaus geworfen wird

Als Erdschatten wird in der Astronomie und Raumfahrt der Schattenkegel bezeichnet, den die Erde in den Weltraum hinaus wirft.
Für die Satellitentechnik und Bahnbestimmung ist der Erdschatten von großer Bedeutung, weil
- Erdsatelliten beim Schatteneintritt für optische Beobachtungen unsichtbar werden,
- die Sonnensegel dann keine Energie liefern
- sowie auch Funkschatten auftreten kann
- und der solare Strahlungsdruck über einen Bahnumlauf nicht mehr symmetrisch ist.

In der Meteorologie bewirkt der Erdschatten das nächtliche Absinken der Lufttemperatur. Bei der Einmessung abendlicher Radiosondenaufstiege wirkt er ähnlich begrenzend wie beim Verfinstern von Erdsatelliten. Die Projektion des Erdschattens kann als Erdschattenbogen in der Dämmerung am Gegenhorizont unterhalb der (oberen) Gegendämmerungserscheinungen zu sehen sein.
In der Astronomie wird der Erdschatten im Allgemeinen nicht sichtbar, außer bei einer Mondfinsternis. Ähnliche Schattenphänomene sind auch – viel häufiger – bei den Jupitermonden zu beobachten.
Der Schattenwurf der Erde hängt nicht nur von deren Größe ab, sondern auch von ihrer Distanz zur Sonne; deswegen zeigt er leichte Änderungen im Laufe eines Jahres. Die Länge des dabei geworfenen Kegels des Kernschattens beträgt durchschnittlich etwa 1,384 Millionen Kilometer, also ein Mehrfaches des Abstandes des Mondes von der Erde. Auch bei größtem Erdabstand – mit einem Apogäum von knapp 0,407 Millionen Kilometer – kann der Mond noch vollständig in den Kernbereich des Erdschattens eintauchen (totale Kernschattenfinsternis). Der Lagrange-Punkt L2 liegt dagegen außerhalb des Kernschattenbereichs. Für den Halbschatten der Erde lässt sich eine Länge nicht angeben.